# المؤتمر الدولي لمنطقة البحيرات الكبرى
المؤتمر الدولي لمنطقة البحيرات الكبرى، (بالفرنسية: Conférence Internationale sur la Région des Grands Lacs)، هي منظمة حكومية دولية للبلدان الأفريقية في منطقة البحيرات الكبرى الأفريقية. 

## عضوية
تتكون المنظمة من الأعضاء التالية أسماؤهم:
- أنغولا
- بوروندي
- جمهورية إفريقيا الوسطى
- جمهورية الكونغو
- جمهورية الكونغو الديمقراطية
- كينيا
- رواندا
- السودان
- جنوب السودان
- تنزانيا
- أوغندا
- زامبيا

### الأعضاء المدعوين
- بوتسوانا
- مصر
- إثيوبيا
- مالاوي
- موزمبيق
- ناميبيا
- زيمبابوي

## القادة

### الأمناء التنفيذيون
| بلد                                     | اسم               | الفترة    |
| --------------------------------------- | ----------------- | --------- |
| وصلة=\|حدود تنزانيا                     | ليبراتا مولامولا  | 2006-2011 |
| وصلة=\|حدود جمهورية الكونغو الديمقراطية | نتومبا لوابا      | 2011-2016 |
| وصلة=\|حدود كينيا                       | زكاري مبوري مويتا | 2016-الآن |

## روابط خارجية
- الموقع الرسمي